# Вільчес (Іспанія)
Вільчес (ісп. Vilches) — муніципалітет в Іспанії, у складі автономної спільноти Андалусія, у провінції Хаен. Населення — 4892 особи (2010).
Муніципалітет розташований на відстані близько 250 км на південь від Мадрида, 55 км на північний схід від Хаена.
На території муніципалітету розташовані такі населені пункти: (дані про населення за 2010 рік)
- Лос-Енсінарес: 9 осіб
- Гуадален: 297 осіб
- Орталанка: 0 осіб
- Лос-Харалес: 0 осіб
- Міраельріо: 209 осіб
- Пантано-дель-Гуадален: 7 осіб
- Вільчес: 4370 осіб

## Демографія
Динаміка населення (INE ):

## Галерея зображень

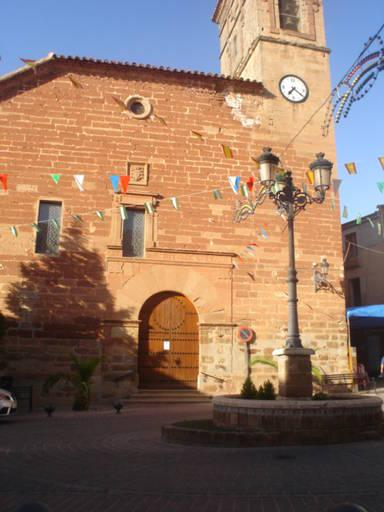
Парафіяльна церква Сан-Мігель-Арканхель
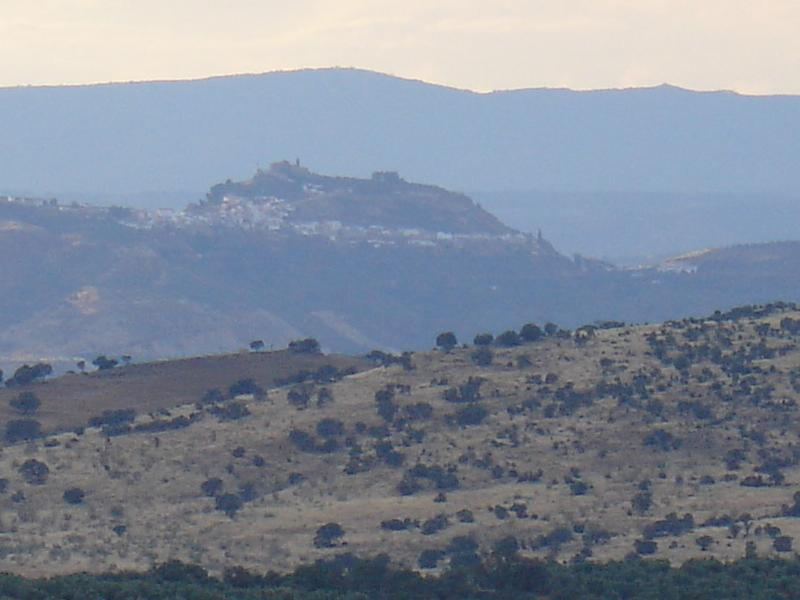
Вільчес увечері